# Gueorgui Markov (halterófilo)
Gueorgui Markov –en búlgaro, Георги Марков– (Burgas, 12 de marzo de 1978) es un deportista búlgaro que compitió en halterofilia.
Participó en los Juegos Olímpicos de Sídney 2000, obteniendo una medalla de plata en la categoría de 69 kg. Ganó una medalla de oro en el Campeonato Mundial de Halterofilia de 2002 y seis medallas en el Campeonato Europeo de Halterofilia entre los años 1999 y 2008.
En junio de 2008 dio positivo por metandienona (un esteroide anabólico) junto con otros diez halterófilos búlgaros, y fue suspendido de por vida.

## Palmarés internacional
| Juegos Olímpicos   | Juegos Olímpicos            | Juegos Olímpicos  | Juegos Olímpicos |
| Año                | Lugar                       | Medalla           | Categoría        |
| ------------------ | --------------------------- | ----------------- | ---------------- |
| 2000               | Sídney (Australia)          | Medalla de plata  | 69 kg            |
| Campeonato Mundial |                             |                   |                  |
| Año                | Lugar                       | Medalla           | Categoría        |
| 2002               | Varsovia (Polonia)          | Medalla de oro    | 77 kg            |
| Campeonato Europeo |                             |                   |                  |
| Año                | Lugar                       | Medalla           | Categoría        |
| 1999               | La Coruña (España)          | Medalla de plata  | 77 kg            |
| 2000               | Sofía (Bulgaria)            | Medalla de plata  | 69 kg            |
| 2002               | Antalya (Turquía)           | Medalla de oro    | 77 kg            |
| 2003               | Lutraki (Grecia)            | Medalla de oro    | 77 kg            |
| 2006               | Władysławowo (Polonia)      | Medalla de bronce | 77 kg            |
| 2008               | Lignano Sabbiadoro (Italia) | Medalla de bronce | 85 kg            |